# Euphrasia alsa
Euphrasia alsa är en snyltrotsväxtart som beskrevs av Ferdinand von Mueller. Euphrasia alsa ingår i släktet ögontröster, och familjen snyltrotsväxter. Inga underarter finns listade i Catalogue of Life.